# Lysidike (Tochter des Pelops)
Lysidike (altgriechisch Λυσιδίκη Lysidíkē, lateinisch Lysidice) war in der griechischen Mythologie die Tochter des Pelops und der Hippodameia.
Lysidike war mit Mestor verheiratet, dem sie die Hippothoë gebar. Laut Pausanias, der hierin einer lokalen Tradition während seiner Beschreibung Griechenlands widerspricht, galt sie einigen als Mutter des Amphitryon und muss demnach die Gemahlin des Alkaios gewesen sein, die ansonsten als Astydameia oder Laonome überliefert wird. Plutarch nennt sie Mutter der Alkmene, wonach sie die Gattin des Elektryon gewesen wäre. Auch Hesiod sagt, dass Lysidike mit Elektryon verheiratet war und somit die Mutter von Alkmene, Perilaos, Nomios, Epilaos, Gorgophonos, Eurybios, Amphimachos, Kelaineus, Stratobates, Lysinomos, Cheiromachos, Anaktor und Archelaos ist. Eine Inschrift erwähnt sie als eine der Begleiterinnen des Theseus auf seinem Rückweg von Kreta. Die Zuweisung ist allerdings umstritten.